# Полта
Полта е река в Архангелска област, Русия, ляв приток на Кулой.
Дълга е 168 km, а площта на водосборния ѝ басейн е 1700 km2.